# 卡濟姆河

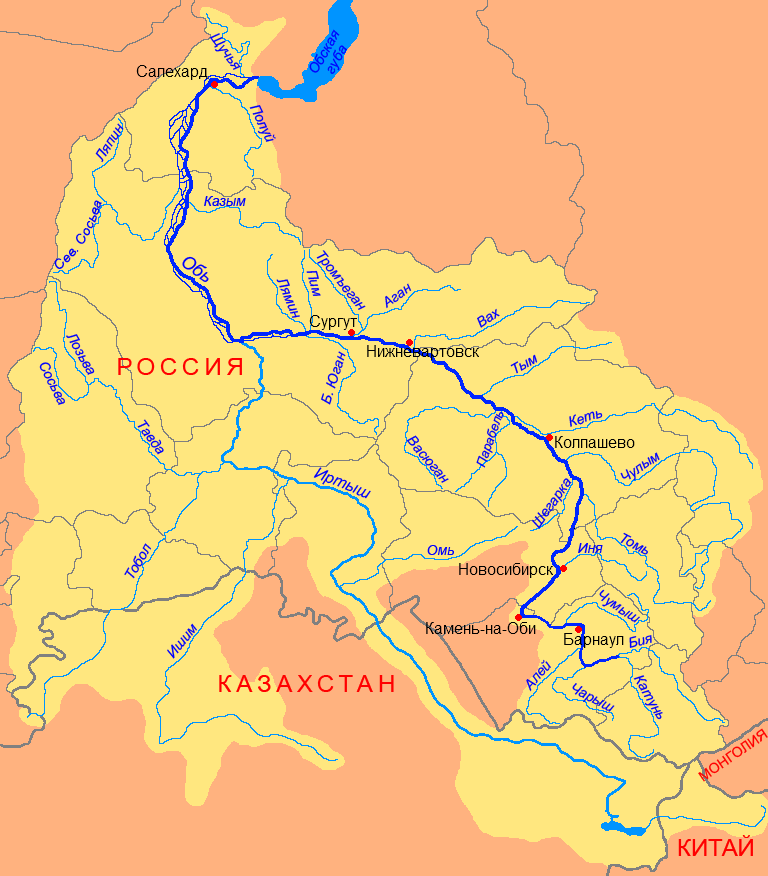
鄂毕河流域图，其中“Казым”为卡济姆河

卡濟姆河（俄语：Казым）是俄羅斯的河流，流經西西伯利亞平原，屬於鄂畢河的右支流，河道全長659公里，流域面積35,600平方公里，平均流量每秒267立方米，河畔城鎮有別洛亞爾斯克。